# Andreas von Block-Schlesier
Andreas von Block-Schlesier (* 1945) ist ein deutscher Jurist und Politikwissenschaftler.

## Leben
Von Block-Schlesier leistete nach dem Schulbesuch in Goslar und Bonn von 1966 bis 1968 als Reserveoffizieranwärter Wehrdienst bei der Bundeswehr. Von 1968 bis 1972 studierte er Rechtswissenschaften. Die juristischen Staatsprüfungen legte er 1972 und 1976 ab. Von 1972 bis 1975 absolvierte er ein Lehramtsstudium, das er 1975 mit dem Staatsexamen für Deutsch, Geschichte und Politik abschloss. Er studierte später berufsbegleitend Politik- und Sozialwissenschaften und wurde 1999 bei Armin A. Steinkamm an der Universität der Bundeswehr München mit der Dissertation Zur Frage der Akzeptanz des humanitären Völkerrechts am Ende des 20. Jahrhunderts zum Dr. rer. pol. promoviert. 1976 wurde er als Rechtsanwalt im Oberlandesgerichtsbezirk Köln zugelassen.
Von 1976 bis 1987 arbeitete er für das Deutsche Rote Kreuz als Leiter der Auslandsarbeit, als Justitiar, als Präsidialbüroleiter und als Bundesbeauftragter für die Genfer Konventionen. Von 1987 bis 1994 war er Bundesgeschäftsführer der Johanniter-Unfall-Hilfe in Bonn. Danach gehörte er dem Bundesvorstand an. Von 2000 bis 2004 war er Generalbevollmächtigter des Johanniterordens bei der Europäischen Union und Generalsekretär von Johanniter International in Brüssel. Nach einer Tätigkeit als Anwalt u. a. war er 2005 Senior Legal Adviser beim Special Court for Sierra Leone in Freetown. 2005/06 war er Honorarprofessor an der University of Sierra Leone. 2007/08 fungierte er als Geschäftsführer des Nelson Mandela Children’s Fund Deutschland.
Er war langjährig neben- und ehrenamtlich engagiert u. a. als Mitglied der Diakonischen Konferenz des Diakonischen Werks der Evangelischen Kirche in Deutschland, als Mitglied des Convents einer Genossenschaft des Johanniterordens, als Beiratsmitglied der Bank für Sozialwirtschaft, als Gründungsmitglied des Ausschusses für humanitäres Völkerrecht des Präsidiums des Deutschen Roten Kreuzes. Außerdem war er Lehrbeauftragter an der Ruhruniversität Bochum. Vielfältig war er überdies in internationale Projekte in der Entwicklungszusammenarbeit eingebunden. Seit 2006 ist er Senior Experte des Senior Experten Dienstes. Von Block-Schlesier ist aktiver Reserveoffizier und wurde u. a. im Bundesministerium der Verteidigung verwendet, zuletzt als Oberstleutnant der Reserve.

## Auszeichnungen
- Bundesverdienstkreuz am Bande
- Ehrenzeichen des Deutschen Roten Kreuzes
- Ehrenzeichen des Technischen Hilfswerks
- Ehrenzeichen der Johanniter-Unfall-Hilfe
- Paul Harris Fellow, Rotary
- Rechtsritterkreuz des Johanniterordens

## Schriften (Auswahl)
- Zur Frage der Akzeptanz des humanitären Völkerrechts am Ende des 20. Jahrhunderts. (= Sicherheit und Recht. Band 9). Nomos Verlagsgesellschaft, Baden-Baden 1999, ISBN 3-7890-6191-3, S. 161.
- Ist das Subsidiaritätsprinzip am Ende? Der Sozialstaat und die Verbände der Freien Wohlfahrtspflege vor neuen Herausforderungen. In: Zeitwende. Heft 2, 1996, S. 109 ff.
- Die Zusammenarbeit der Bundeswehr mit Nichtregierungsorganisationen. In: Wehrmedizin und Wehrpharmazie. Heft 1, 2000, S. 55 ff.
- Zur Rolle und Akzeptanz des humanitären Völkerrechts am Beginn des 21. Jahrhunderts – Droht der Verlust eines Maßstabes unserer Zivilisation? BWV – Berliner Wissenschaftsverlag, Berlin 2003, ISBN 3-8305-0519-1, S. 141.
- Lernziel Rechtsbewusstsein. In: Humanitäres Völkerrecht – Informationsschriften / Journal of International Law of Peace and Armed Conflict (HuV-I). Heft 18, 2005, S. 131 ff. (auch: Österreichisches Rotes Kreuz, Ausbildungsunterlagen zum Humanitären Völkerrecht)
- Friedrich-Ernst Düppe, Sascha Rolf Lüder, Christian Raap, Robin Wagner (Hrsg.): Barmherzigkeit zwischen den Waffen Festschrift für Andreas von Block-Schlesier. Verlag am See, Herdecke 2010, ISBN 978-3-9811817-2-2, S. 315.
- Zivilschutz in Deutschland, zwischen Verdrängung, Besinnung, hoher Fachlichkeit und neuen Gefahren. In: Crisis Prevention. Heft 1, 2020, S. 72 ff.
- Bevölkerungsschutzpädagogik – führt sie uns weiter. In: Crisis Prevention. Heft 3, 2020, S. 30 ff.
- Andreas von Block-Schlesier, Christoph Sötsch: Bevölkerungsschutz und Werte-Erziehung: Verrohungstendenzen in Deutschland? In: Crisis Prevention. Heft 3, 2021, S. 26 ff.